# Henri Faisans
Cet article concerne l’homme politique des Pyrénées-Atlantiques. Pour le militant indépendantiste guadeloupéen, voir Georges Faisans.
Henri Faisans est un homme politique français né le 28 juillet 1847 à Pau (Pyrénées-Atlantiques) et décédé le 28 avril 1922 à Hendaye (Pyrénées-Atlantiques).

## Biographie
Avocat, il est adjoint, puis maire de Pau de 1888 à 1908, conseiller général de 1889 à 1922, et président de la commission des finances du conseil général. Il est sénateur des Basses-Pyrénées de 1909 à 1922, où il préside la commission des chemins de fer. il est inscrit au groupe de la Union républicaine. Il est secrétaire du Sénat de 1912 à 1914.
Il est inhumé au cimetière urbain de Pau.